# Andrea Luigi Degola
Andrea Luigi Degola   (Gènova, 1771 - 1862) fou un compositor italià. Fou el pare del compositor d'òperes Giocondo Degola. Va estrenar a Liorna l'òpera bufa Il medico per forza; fou mestre de capella de Chiavasi i marxà a França, on fou organista de l'església principal de Versalles, deixant algunes misses, vigílies i himnes i diverses simfonies, quintets, sextets i serenates, a més d'un Méthode de chant i una altra d'Accompagnament.